# Indabibi
Indabibi est un dirigeant de l'ancienne Élam en 649 av. J.-C. et peut-être 648. Il est parfois appelé Indabigash. Il est fut le successeur de Tammaritu II et le prédécesseur de Humban-Haltash III. L'Élam était situé à l'est du puissant Empire assyrien, et le règne d'Indabibi a eu lieu sous le règne du roi assyrien Assurbanipal (668 - 617).
En 649, le roi élamite Tammaritu II est déposé dans un soulèvement et s'enfuit vers le roi d'Assyrie Assurbanipal, à ce moment-là Indabibi prit le trône. En effet, Assurbanipal était engagé dans un conflit avec son frère, Shamash-shum-ukin, roi de Babylone, qui tentait de prendre le contrôle de l'Empire Assyrien. Tammaritu II soutenait militairement Shamash-shum-ukin. Au cours d'une bataille, Indabibi, qui était général élamite, changea de camp et Tammaritu II se réfugia à Ninive en 650 ou 649.
Les annales assyriennes indiquent des rapports contradictoires sur la relation d'Indabibi avec l'Assyrie : une source, écrite pendant le règne d'Indabibi, rapporte qu'Indabibi était un allié et un "frère" d'Assurbanipal, tandis qu'une source écrite deux ans plus tard a une opinion différente.
Au fur et à mesure que les relations se détériorent, Assurbanipal demande à Indabibi d'extrader vers lui un certain nombre de sujets rebelles qui se réfugiaient à Élam. Indabibi en a livré quelques-uns, mais en a refusé d'autres. Assurbanipal a renvoyé un messager pour demander l'extradition des sujets restants, mais le message n'a jamais atteint Élam.
Les Annales d'Assurbanipal rapportent qu'Assurbanipal a déclaré être contre Indabibi. Alors que les armées d'Assurbanipal approchaient d'Élam, les Élamites se révoltèrent et tuèrent Indabibi en 648,.
Indabibi a été ensuite remplacé par Humban-haltash III.